# العلاقات الأنغولية الإماراتية
العلاقات الأنغولية الإماراتية هي العلاقات الثنائية التي تجمع بين أنغولا والإمارات العربية المتحدة.

## مقارنة بين البلدين
هذه مقارنة عامة ومرجعية للدولتين:
| وجه المقارنة                                              | أنغولا           | الإمارات العربية المتحدة |
| --------------------------------------------------------- | ---------------- | ------------------------ |
| المساحة (كم2)                                             | 1.25 مليون       | 83.60 ألف                |
| عدد السكان (نسمة)                                         | 29.78 مليون      | 9.40 مليون               |
| الكثافة السكانية (ن./كم²)                                 | 23.82            | 112.44                   |
| العاصمة                                                   | لواندا           | أبو ظبي                  |
| اللغة الرسمية                                             | اللغة البرتغالية | اللغة العربية            |
| العملة                                                    | كوانزا أنغولي    | درهم إماراتي             |
| الناتج المحلي الإجمالي (بليون دولار)                      | 124.21 مليار     | 382.58 مليار             |
| الناتج المحلي الإجمالي (تعادل القوة الشرائية) بليون دولار | 184.83 مليار     | 640.72 مليار             |
| الناتج المحلي الإجمالي الاسمي للفرد دولار أمريكي          | 4.10 ألف         | 40.44 ألف                |
| الناتج المحلي الإجمالي للفرد دولار أمريكي                 |                  | 67.67 ألف                |
| مؤشر التنمية البشرية                                      | 0.533            | 0.835                    |
| رمز المكالمات الدولي                                      | +244             | +971                     |
| رمز الإنترنت                                              | .ao              | .ae، .امارات             |
| المنطقة الزمنية                                           | ت ع م+01:00      | ت ع م+04:00              |

## منظمات دولية مشتركة
يشترك البلدان في عضوية مجموعة من المنظمات الدولية، منها:
| علم المنظمة | اسم المنظمة                        | تاريخ انضمام أنغولا | تاريخ انضمام الإمارات العربية المتحدة |
| ----------- | ---------------------------------- | ------------------- | ------------------------------------- |
|             | البنك الإفريقي للتنمية             | ?                   | ?                                     |
|             | منظمة الشرطة الجنائية الدولية      | ?                   | ?                                     |
|             | منظمة التجارة العالمية             | ?                   | ?                                     |
|             | منظمة حظر الأسلحة الكيميائية       | ?                   | ?                                     |
|             | مؤسسة التمويل الدولية              | 19 سبتمبر 1989      | 30 سبتمبر 1977                        |
|             | يونسكو                             | 11 مارس 1977        | 20 أبريل 1972                         |
|             | البنك الدولي للإنشاء والتعمير      | 19 سبتمبر 1989      | 22 سبتمبر 1972                        |
|             | مؤسسة التنمية الدولية              | 19 سبتمبر 1989      | 23 ديسمبر 1981                        |
|             | الأمم المتحدة                      | 1 ديسمبر 1976       | 9 ديسمبر 1971                         |
|             | وكالة ضمان الاستثمار متعدد الأطراف | 19 سبتمبر 1989      | 20 أكتوبر 1993                        |
|             | الاتحاد الدولي للاتصالات           | 13 أكتوبر 1976      | 27 يونيو 1972                         |
|             | الاتحاد البريدي العالمي            | ?                   | ?                                     |

## وصلات خارجية
- موقع وزارة الخارجية الأنغولية
- موقع وزارة الخارجية الإماراتية